# Khusro Bakhtiar
Pour les articles homonymes, voir Bakhtiar.
Makhdum Khusro Bakhtiar ou plus simplement Khusro Bakhtiar ou Bukhtyar (en ourdou : مخدوم خسرو بختیار), né le 7 juillet 1969 à Rahim Yar Khan, est un homme politique pakistanais qui a occupé divers postes ministériels, dont celui de l'Économie depuis le 6 avril 2020.
Bakhtiar est d'abord membre de la Ligue musulmane du Pakistan (N) dont il est pour la première fois élu en 1997. Il s'allie en 2002 avec Pervez Musharraf et rejoint la Ligue musulmane du Pakistan (Q), avant de réintégrer son premier parti en 2013. En 2018, il s'allie avec Imran Khan et rejoint le Mouvement du Pakistan pour la justice.

## Études et carrière professionnelle
Khusro Bakhtiar est né le 7 juillet 1969 à Rahim Yar Khan, dans le sud de la province du Pendjab. Il est issu d'une famille notoire. Il est diplômé de l'Université du Pendjab en 1990 et reçoit un Bachelor of Laws de la London School of Economics en 1994 et l'année suivante un diplôme de barrister de la Lincoln's Inn.

## Carrière politique

### Député
Makhdum Khusro Bakhtiar commence sa carrière politique en rejoignant la Ligue musulmane du Pakistan (N) de Nawaz Sharif. Lors des élections législatives de 1997, il est élu député à l'Assemblée provinciale du Pendjab dans la cinquième circonscription de Rahim Yar Khan avec près de 41 % des voix.
Après le coup d'État du 12 octobre 1999 du général Pervez Musharraf qui renverse Nawaz Sharif, Bakhtiar rejoint la Ligue musulmane du Pakistan (Q), une scission créée pour soutenir le président putschiste. Il est élu député fédéral sous cette étiquette lors des élections législatives de 2002 dans la troisième circonscription de Rahim Yar Khan avec 51,6 % des voix,.
Il perd son siège à la suite des élections de 2008 alors que son parti est défait. Lors des élections législatives de 2013, il est de nouveau élu dans la circonscription de 2002 sous une étiquette indépendante avec 39 % des voix. Il s'allie ensuite avec le vainqueur de l'élection Nawaz Sharif en réintégrant son premier parti, la Ligue musulmane du Pakistan (N), le 23 mai 2013.
Le 9 avril 2018, il quitte la ligue pour créer un groupe politique éphémère de politiciens du sud du Pendjab qui dénonce le délaissement de cette région par le pouvoir. Dès le 9 mai 2018, ils rejoignent le Mouvement du Pakistan pour la justice d'Imran Khan sur la promesse de la création d'une province pour le sud du Pendjab. Lors des élections de 2018, il est réélu député de la même circonscription avec 46 % des voix.

### Postes ministériels

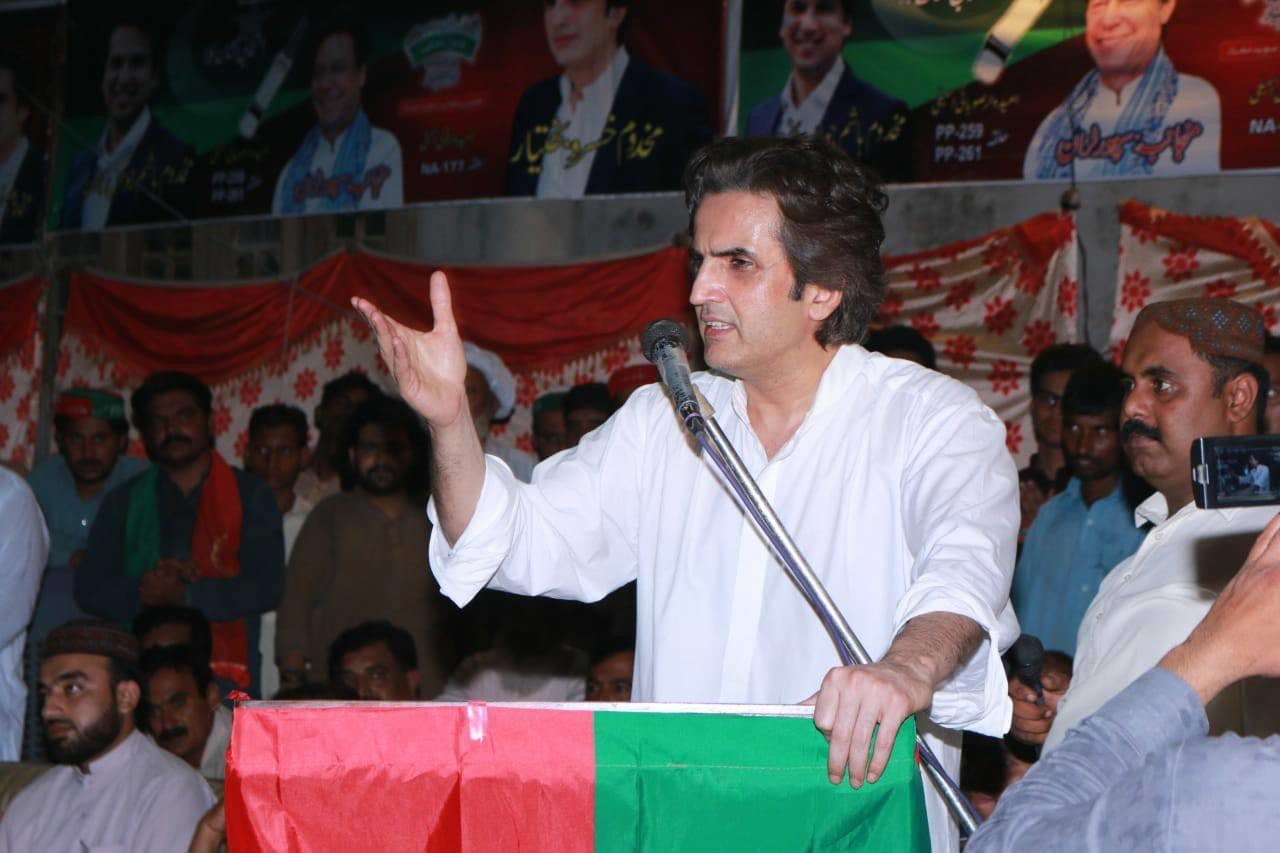
Khusro Bakhtiar en meeting en 2020.

Après la victoire de son parti aux élections de 2002, Khusro Bakhtiar intègre le gouvernement fédéral de Shaukat Aziz en devenant ministre d’État aux Affaires étrangères, poste qu'il occupe du 4 septembre 2004 au 15 novembre 2007.
Après la victoire d'Imran Khan en 2018, Khusro Bakhtiar occupe successivement plusieurs postes ministériels. Le 20 août 2018, il devient ministre de la Planification et des Réformes, poste qu'il occupe jusqu'au 18 novembre 2019 quand il devient ministre à la Sécurité alimentaire et à la Recherche. Le 6 avril 2020, il devient ministre de l'Économie en remplacement de Hammad Azhar.
Le 1er septembre 2020, lui et son frère Jawan Bakhat, ministre des Finances du Pendjab, sont accusés par le Bureau national des comptes d'avoir accumuler des actifs au-delà de leurs sources de revenus connues, dans le cadre d'une enquête en cours à la suite d'une plainte déposée en 2018. Sa famille possède notamment quatre moulins à sucre, cinq petites compagnies d'électricité, une fabrique d'éthanol et quatre entreprises de négoces ainsi que près de 400 hectares de terres agricoles et une demi-douzaine de propriétés.
Le 17 avril 2021, à l'occasion d'un remaniement ministériel, il quitte ses fonctions pour devenir ministre de l'Industrie de la Production. Il doit quitter ses fonctions à peine un an plus tard, quand Imran Khan est destitué par une motion de censure à l'Assemblée nationale, le 10 avril 2022.